# Ѻ
Cette page contient des caractères spéciaux ou non latins. S’ils s’affichent mal (▯, ?, etc.), consultez la page d’aide Unicode.
 (août 2020).
Si vous disposez d'ouvrages ou d'articles de référence ou si vous connaissez des sites web de qualité traitant du thème abordé ici, merci de compléter l'article en donnant les références utiles à sa vérifiabilité et en les liant à la section « Notes et références ».
La lettre Ѻ (ѻ en minuscule), appelé oméga rond, est une lettre de l'alphabet cyrillique, utilisée dans le slavon d'Église. Elle se nomme « on » (онъ - prononcer "aune"). Cette variante de la lettre o O, comme la lettre oméga Ѡ, et n'est qu'une variante orthographique et positionnelle, provenant de la lettre glagolitique o Ⱉ.

## Utilisation
Cette lettre s'emploie, selon les règles orthographiques du slavon au XVIIe siècle, dans les cas suivants :
- En début de mot (ѻгнь, ѻтрокъ) ;
- Après un préfixe (праѻтецъ) ;
- Dans les noms composés (ѻбоюдуѻстрый) pour marquer un début de morphème ;
- Dans deux noms de ville: іѻрданъ — Jourdain, іѻппіа — ville de Jaffa ;
- Comme signe numérique (70) dans le système numérique d'époque (vieux russe, puis cette utilisation a été négligée : le o a été employé à la place comme signe numérique).

Cette lettre a disparu de l'orthographe russe car obsolète, mais a survécu dans le slavon d'église et dans les écrits religieux.

## Représentations informatiques
L’oméga rond peut être représenté avec les caractères Unicode suivants :
| formes    | représentations | chaînes de caractères | points de code | descriptions                       |
| --------- | --------------- | --------------------- | -------------- | ---------------------------------- |
| capitale  | Ѻ               | Ѻ                     | U+047A         | lettre majuscule cyrillique o rond |
| minuscule | ѻ               | ѻ                     | U+047B         | lettre minuscule cyrillique o rond |